# شركة تأمين الودائع الكورية
 

شركة تأمين الودائع الكورية هي شركة تأمين ودائع كورية جنوبية، تأسست عام ١٩٩٦ لحماية المودعين والحفاظ على استقرار النظام المالي في كوريا الجنوبية. وتتمثل مهامها الرئيسية في إدارة التأمين، ومراقبة المخاطر، والحلول، والاسترداد، والتحقيق.

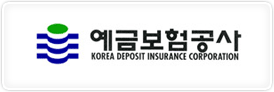
الشعار الأصلي لشركة تأمين الودائع الكورية (1996–2016)
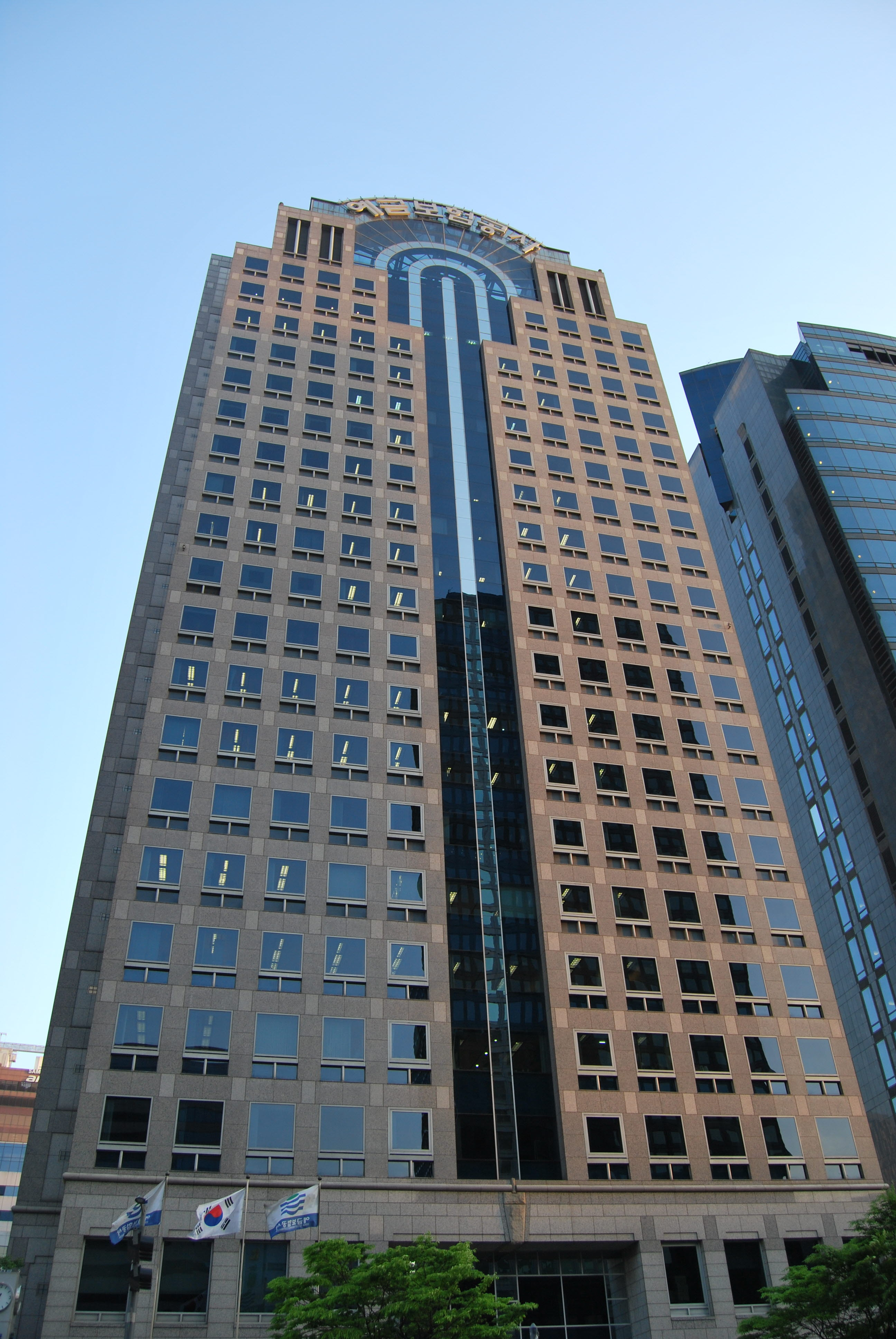
مظهر مبنى شركة تأمين الودائع الكورية مع الشعار القديم

## أنظر أيضاً
- قائمة السلطات التنظيمية المالية حسب الاختصاص القضائي

## روابط خارجية
- الموقع الرسمي
- International Association of Deposit Insurers (IADI)
- Knowledge Sharing Program (KSP)
- Federal Deposit Insurance Corporation (FDIC)
- Official Homepage of SGIC نسخة محفوظة 2007-10-10 على موقع واي باك مشين.